# Баку Къп
Баку Къп (на английски: Baku Cup) е ежегоден тенис турнир от категория „Международни“ на Женската тенис асоциация. Провежда се на твърда настилка на открито в Тенис академия „Баку“ в Баку – столицата на Азербайджан.

## Финали

### Сингъл
| Година | Шампион         | Финалист      | Резултат     |
| ------ | --------------- | ------------- | ------------ |
| 2012   |                 |               |              |
| 2011   | Вера Звонарьова | Ксения Первак | 6 – 1, 6 – 4 |

### Двойки
| Година | Шампион                      | Финалист                           | Резултат               |
| ------ | ---------------------------- | ---------------------------------- | ---------------------- |
| 2012   |                              |                                    |                        |
| 2011   | Мария Коритцева Татяна Пучек | Моника Никулеску Галина Воскобоева | 6 – 3, 2 – 6, [10 – 8] |